# Château de Durtal (Anjou)
Pour les articles homonymes, voir Château de Durtal.
Le château de Durtal est un château situé à Durtal, dans le département de Maine-et-Loire. Il est classé monument historique en 1900 (château) et 1950 (porte de Veron).

## Localisation
Le château est situé à mi-chemin entre Angers et Le Mans. Construit sur un promontoire rocheux, il domine la vallée du Loir.

## Histoire
Les hostilités entre les comtés d’Anjou et du Maine poussèrent Foulque Nerra à jeter dès 1040 les premières fondations du château de Durtal. Construite sur un promontoire rocheux, cette forteresse féodale constituait un rempart stratégique permettant d’assurer la défense de ses terres. Au milieu du XIe siècle, son fils Geoffroy de Martel acheva la construction du château.
Le château actuel date du XVe siècle, après la guerre de Cent Ans. Il est édifié par la famille de La Jaille.
Il est l’une des résidences du maréchal de France François de Scépaux et, un siècle plus tard, d’Henri de Schomberg. Le château reçoit des visites des membres de la famille royale et de la cour et héberge le Roi René, Charles IX, Henri II.
La multiplication des échanges commerciaux par le Loir au XVIe siècle entraîne l’enrichissement progressif de la région et l’apogée du château, laquelle marque le début d’une transformation en un palais où séjournent Louis XIII et Marie de Médicis. Au XVIIe siècle, le duc de la Rochefoucauld fait du château l’une de ses nombreuses résidences.
En 1859, le château héberge l'hôpital de la ville, desservie par les sœurs de Sainte-Marie d'Angers. La transformation mutile certaines salles et certains décors des intérieurs.
Plusieurs artistes sont séduits par la majesté des lieux - le peintre Alexis Axilette (1860-1931)   originaire de Durtal - Raoul Dufy ami d'Axilette - Lucien Jonas (1880-1947) séjourne  à La Flèche à partir de 1932 et réalise plusieurs tableaux représentant le château dominant Le Loir. Joël Baudouin (1931-2013) peintre, céramiste, sculpteur, représente plusieurs fois le château.
En 2007, le château est racheté par l'homme politique Alain Suguenot et sa famille.

## Architecture

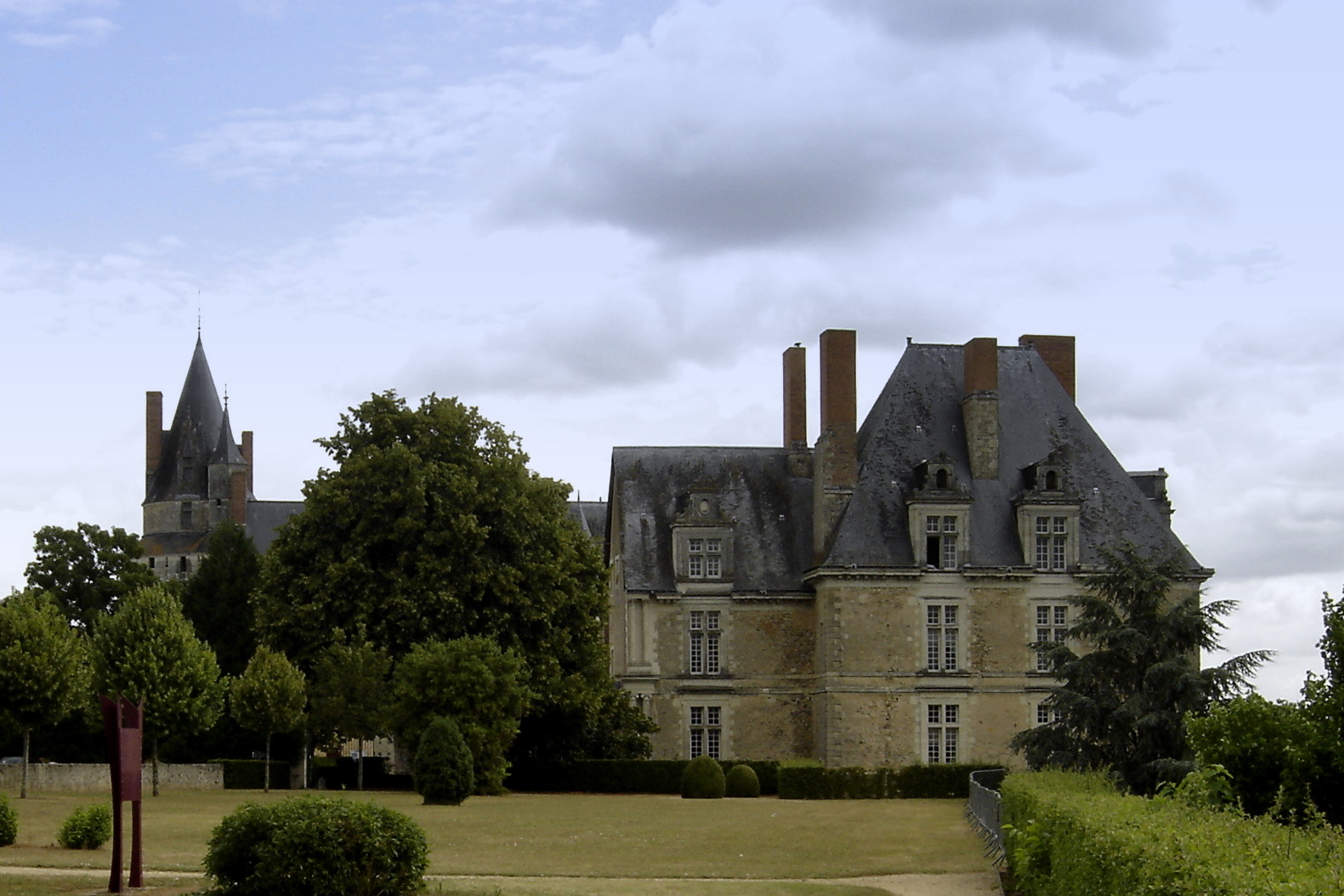
Les Terrasses du château

L’architecture du château de Durtal se nourrit des différents mouvements artistiques caractéristiques de l’Europe du XVe siècle, XVIe siècle et XVIIe siècle. En réalité, il s’agit de deux châteaux en un : un château féodal de style roman faisant clairement référence à la fonction défensive qu’il avait à l’origine et un château converti plus tard en résidence d’été et aménagé selon les canons de l’architecture gothique (gothique flamboyant et préclassique).
Le château s’étend sur une superficie de 5 600 m2 et s’organise suivant un plan rectangulaire que surplombent deux tours rondes. La première fut construite au XIIIe siècle et se situe sur la façade Sud-est. La seconde tour, observable sur la façade Nord-est du château, est plus récente (XIVe siècle) et bien plus imposante. Les murs ocre jaunes en pierre des Rairies et en tuffeau contrastent avec l’ardoise des couvertures. L’argile est principalement utilisée pour les conduits de cheminée et les tomettes recouvrant le sol.
L’architecture est typique de celle des châteaux de la région. Certaines façades intérieures laissent généreusement entrer la lumière par des fenêtres à double meneau. Cet élément architectural caractéristique du gothique flamboyant se retrouve par exemple au château de Baugé. En outre, la position atypique des mâchicoulis, lesquels ne sont pas positionnés à la cime des tours mais à un niveau inférieur, se révèle être un élément commun aux châteaux de Langeais, du Plessis-Bourré et de Brissac.
L’intérieur du château abrite cinq oratoires dont quatre entièrement conservés, une galerie de fresques du XVIIe siècle, une ancienne prison, et l’un des plus grands foyers d’Europe où se préparaient les festins organisés en l’honneur de la famille royale.
Jadis, l’église de Durtal de style néoroman appartenait au château. Elle fut rebâtie en 1847 mais tout indique que les premières fondations remontent au XIe siècle.

La galerie de fresques
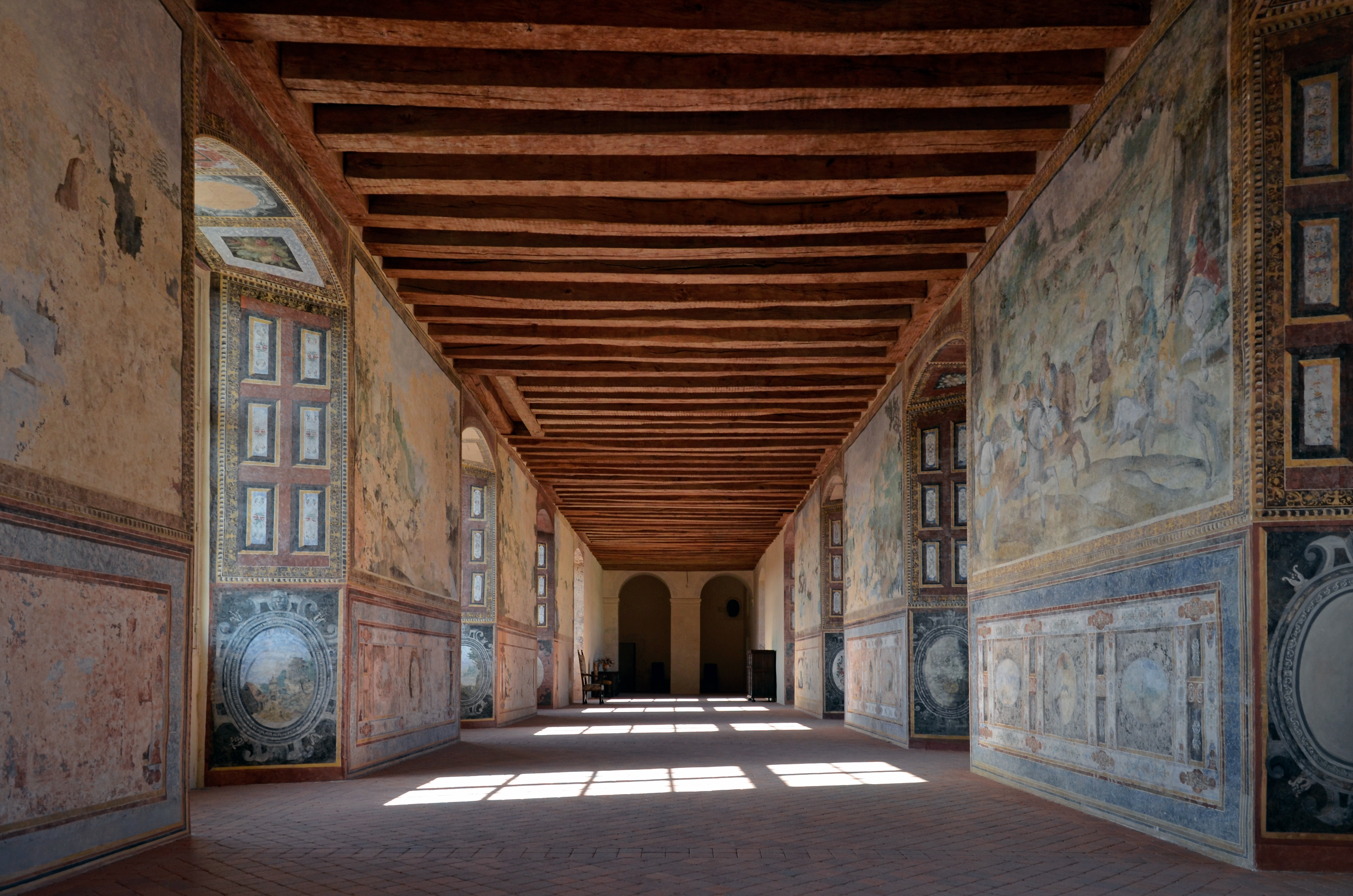
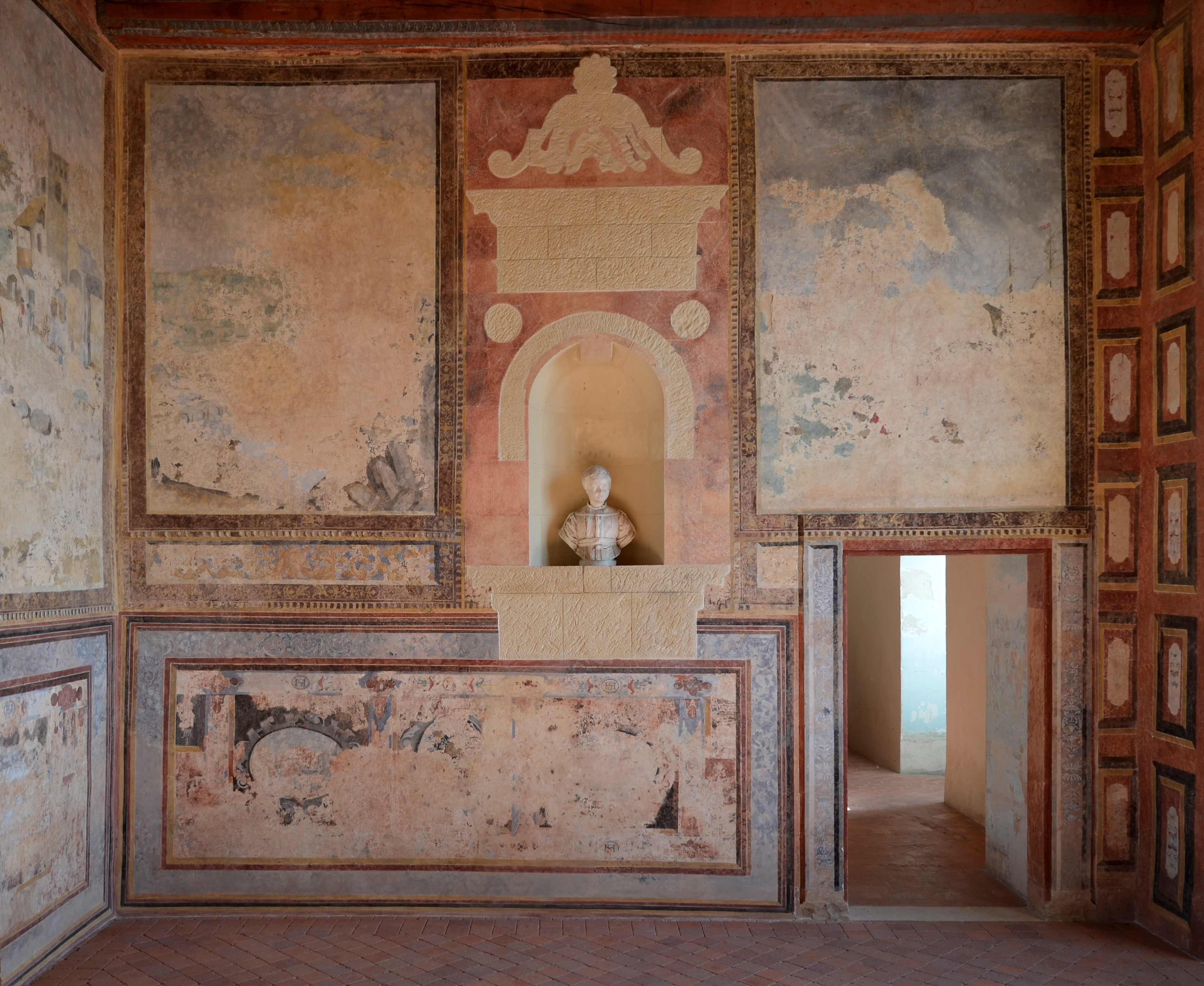
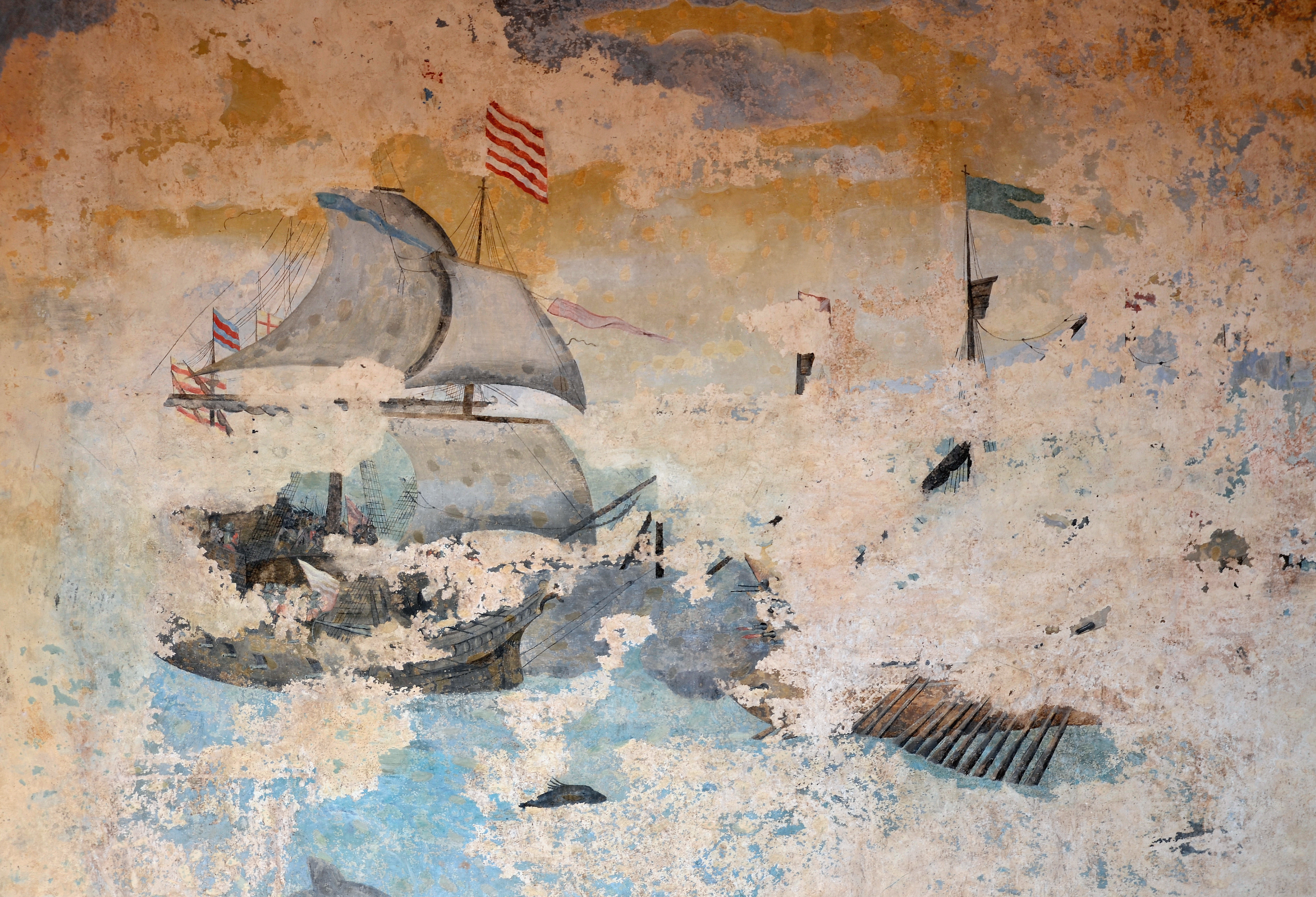
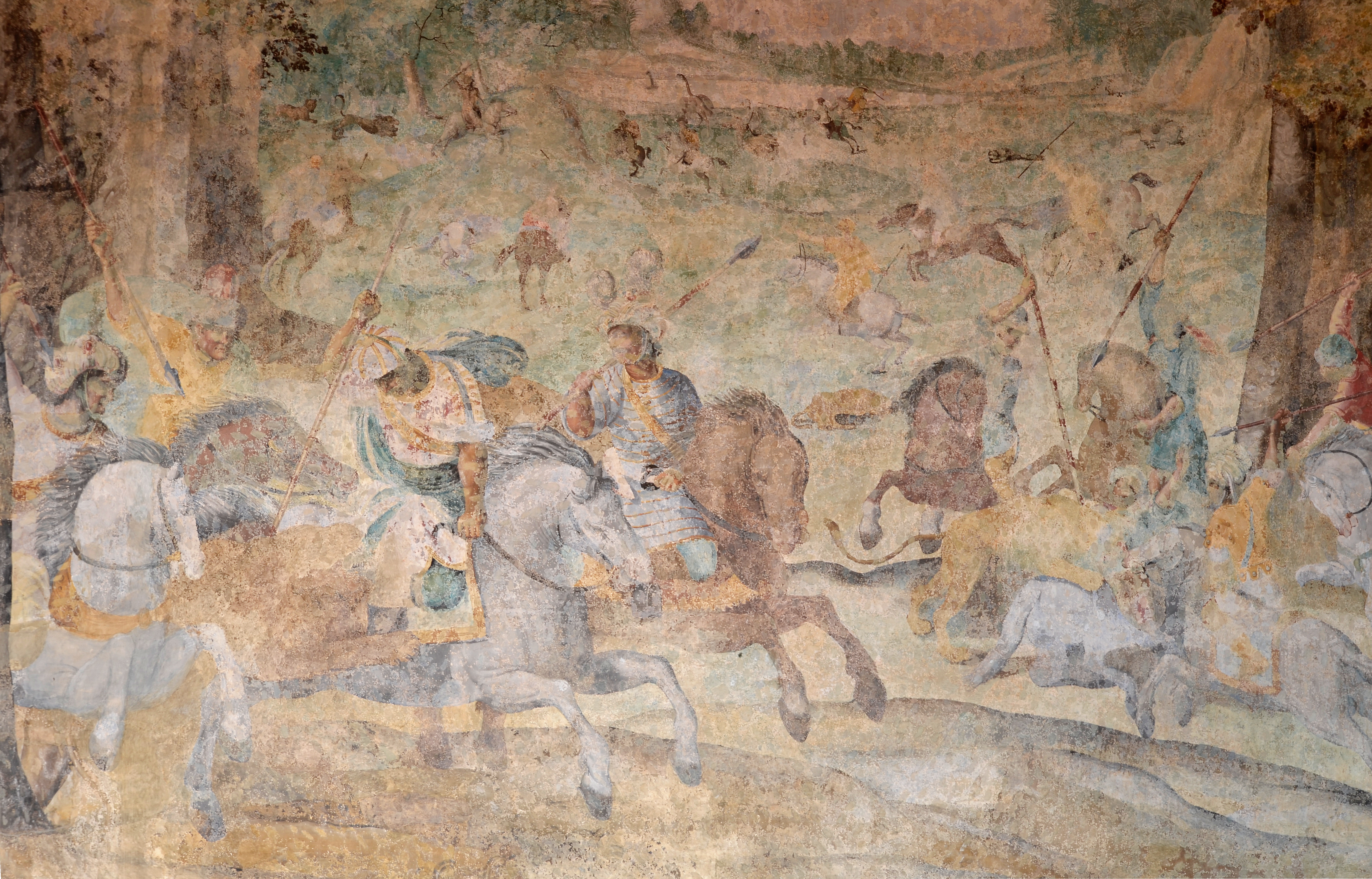

## Exploitation
Actuellement, le château est ouvert aux visites et propose des chambres d’hôtes. Il est possible d'y organiser des séminaires, des réceptions et des mariages. C’est aussi un lieu de représentation pour certaines compagnies de théâtre de la région.

### Liens externes

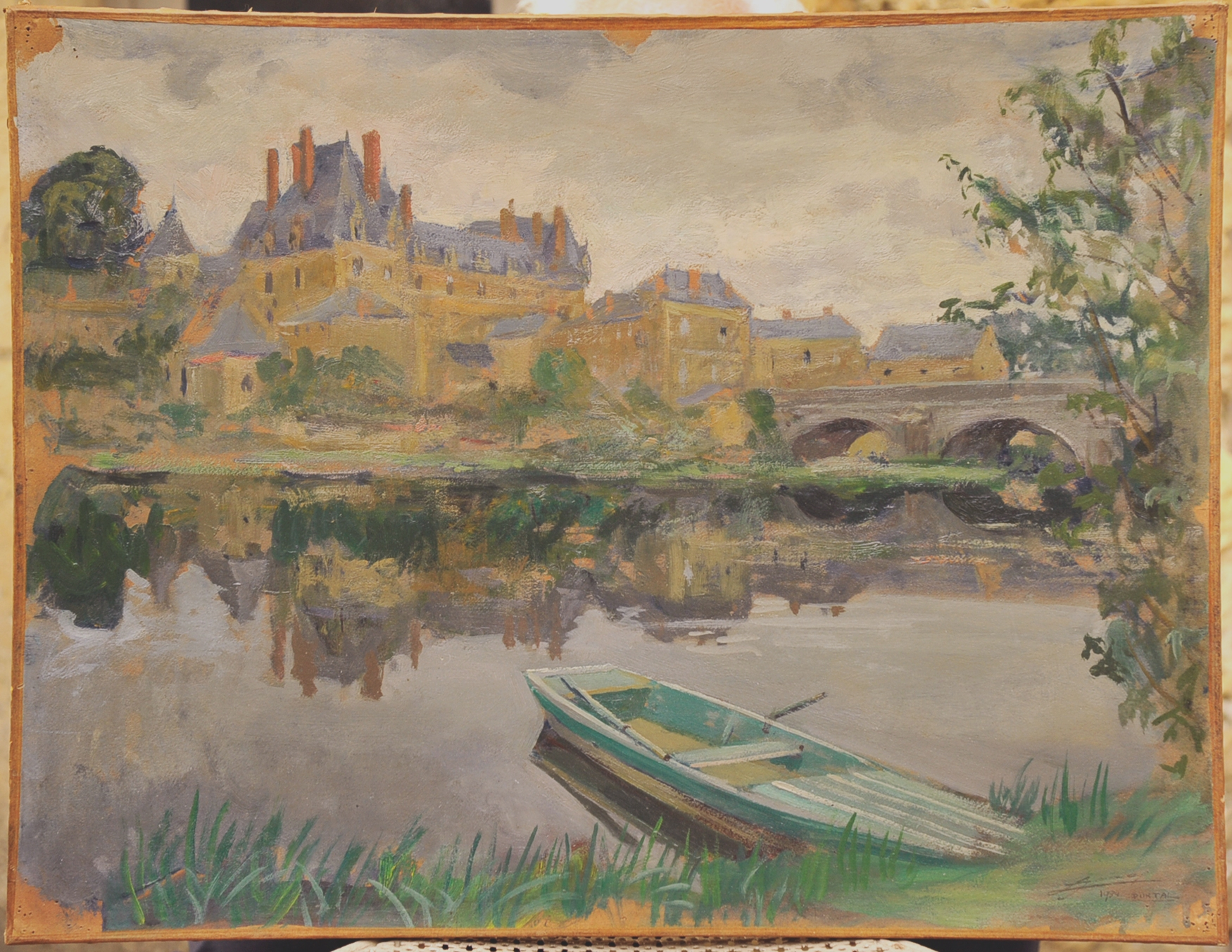
Lucien Jonas - le Loir et le château - 1934